# Jacques de Molay
Jacques de Molay (1243/1244 körül – 1314. március 18.) köznemesi rendű francia templomos lovag. A Templomosok 23. és egyben utolsó Nagymestere, ő vezette a rendet 1292. április 20-tól egészen annak 1312-es feloszlatásáig. Hugues de Payns mellett ő a legismertebb templomos lovag, Nagymesterként a célja az volt, hogy megreformálja a Templomos lovagrendet, hogy az képes legyen megbirkózni a Szentföldön végbement változásokkal. Európában csökkent a keresztes háborúk támogatottsága, valamint bizonyos háttérben mozgó erők a rend feloszlatásán és annak vagyonának megszerzésén munkálkodtak. Szép Fülöp Franciaország királya költséges háborúkat folytatott, amihez pénzre volt szüksége, melyet a Templomos rend biztosított számára, azonban, hogy az összeg visszafizetésétől megmeneküljön 1307-ben Franciaországban elfogatta Jacques de Molay Nagymestert és a többi francia templomost. Kínvallatással eretnekségről tanúbizonyságot adó beismerő vallomást csikart ki a Nagymesterből, aki azt később visszavonta, ezért Fülöp dühében 1314-ben Párizsban máglyára küldte és megégettette.

## Ifjú kora
Fiatalkori éveiről keveset tudunk, feltehetőleg a burgundiai Molay-ben született. A legtöbb templomos lovaghoz hasonlóan köznemesi család sarja, úgy tartják, hogy 21 éves korában ütötték lovaggá, 1265-ben, ebből következtetnek arra, hogy minden bizonnyal 1244-ben születhetett. 

## Nagymesterként

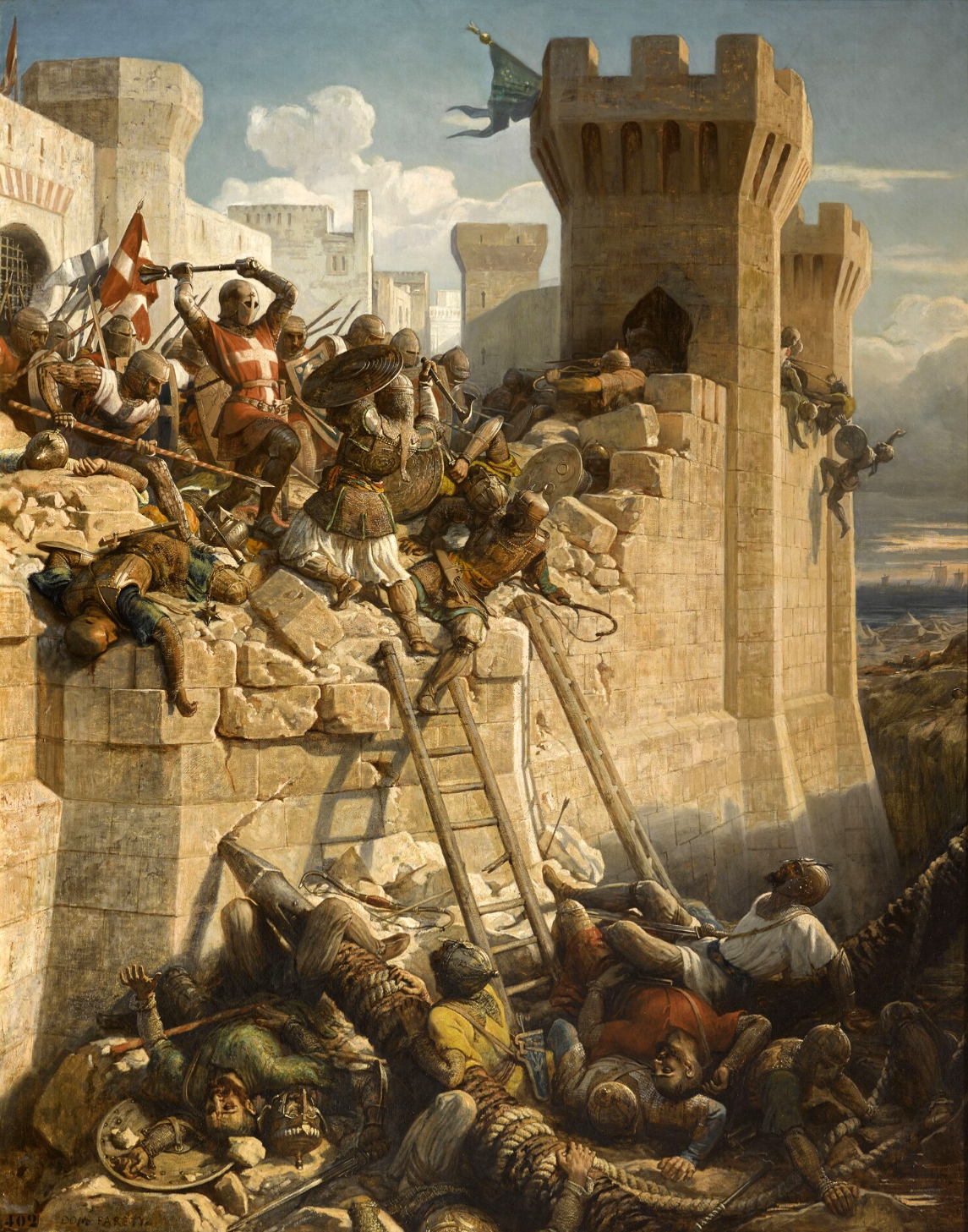
Dominique Papety: Akko ostroma (1291)

Akko 1291-es elestét követően az európaiak Ciprus szigetére húzódtak vissza, Ciprus lett az egyre fogyó Jeruzsálemi Királyság főhadiszállása. 1291. őszén a rend egy gyűlésén felszólalva javasolta a rend megreformálását, valamint magát ajánlotta leendő nagymesterül. 1292-ben az előző Nagymester elhunyt, és mivel egyetlen komoly ellenfele sem volt, de Molay került megválasztásra. 1293 tavaszán Molay új célt tűzött ki maga elé, a Szentföld visszahódítását, ehhez előtte azonban kapcsolatokat épített ki Európa uralkodóival. Elsődleges célja Ciprus és a rend megerősítése volt, csak ez után kerülhetett napirendre egy esetleges támadó hadjárat. 
1299 és 1303 között Molay annak szentelte idejét, hogy a mamlúkok ellen új hadjáratot szervezzen, a terv az volt, hogy a keresztény lovagrendek a ciprusi királlyal, valamint a ciprusi arisztokráciával együttműködve, esetlegesen a mongolokat is bevonva megtörjék a mamlúkok uralmát és bevegyék a szíriai Tortozal városát. Az idők során többször került kilátásba egy esetleges frank-mongol szövetség, de ez alól a mongolok minduntalan kihátráltak. 1299-ben a mongol sereg megtámadta Sziriát kezdeti sikereket érve el, mely felbátorította Molayt, és 16 flottából álló hajóhadával II. Henrik ciprusi király vezetése alatt megszállták az egyiptomi-szír partszakaszt, de komolyabb eredmény nélkül kellett visszatérniük Ciprusra. 
1302-ben elesett a keresztesek utolsó partközeli állása, Raud, ezután Molay belátta csupán egy jól felszerelt ütőképes hadsereggel, egy keresztes hadjárattal érhet el sikereket.

## Letartóztatása és máglyahalála

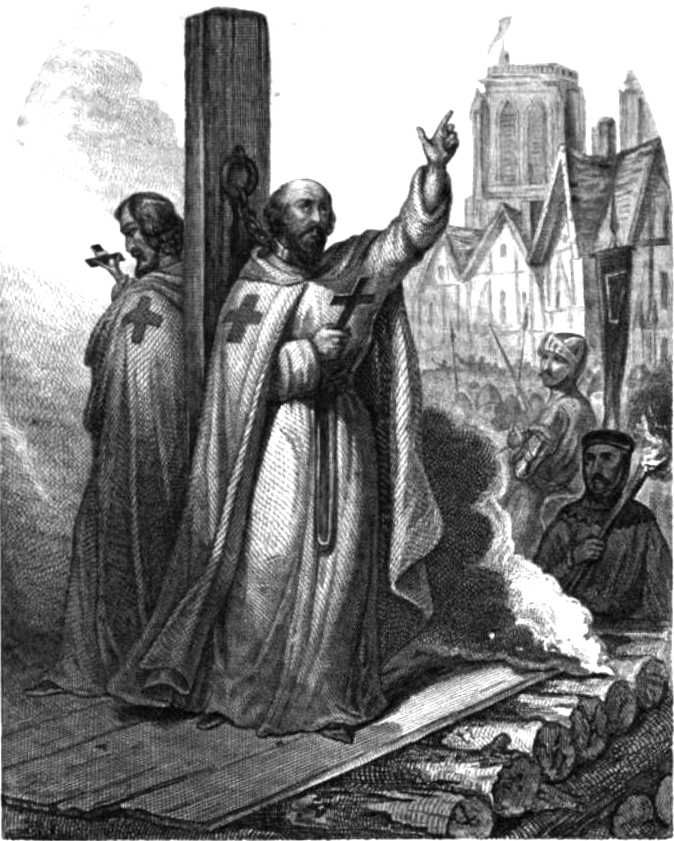
19. századi ábrázolás, Jacques de Molay máglyahalála 1314 március 18-án

1307. szeptember 14-én a szóbeszédből, mely szerint a templomosok vétkesek eretnekség vádjában, hasznot húzott IV. Fülöp francia király, aki ügynökeinek titkos parancsot adott, mely szerint október 13-án szerte Franciaországban az összes templomos lefogattatik. (A Da Vinci-kód című regény szerint innen a ,,balszerencsés péntek 13." hagyománya.) Fülöpöt a templomosok vagyonának megszerzése hajtotta. Az eretneknek nyilvánított Jacques de Molay-t 1314 tavaszán (március 18.) máglyahalálra ítélték a kínzásokkal kicsikart vallomások alapján. A templomosokról szóló történetek hatással voltak a kora újkori szabadkőművességre is.

## Emlékezete
Johann Ritter von Kalchberg Die Tempelherren címmel írt drámai költeményt a nagymesterről, amelyet August von Kotzebue átdolgozásában Magyarországon is bemutattak. Kótsi Patkó Jánosnak főbb szerepei közé tartozott Molay megformálása.
Jókai És mégis mozog a föld! című regényének Correctura fejezetében az intrikus Aszályit a színpadi mű „keresztre feszített Molay Jákob”-jához hasonlítja. 
A Ubisoft videojátékokat fejlesztő cég által 2014-ben kiadott Assassin's Creed: Unity című videojáték is feldolgozza a templomos lovagrend 1307-ben bekövetkezett feloszlatását és Jacques de Molay máglyahalálát is, természetesen némi fikcióval vegyítve.